# Loriol-du-Comtat
Loriol-du-Comtat est une commune française située dans le département de Vaucluse, en région Provence-Alpes-Côte d'Azur.
Ses habitants sont nommés les Loriolais(es).

## Géographie
La commune est dans la plaine, au sud du mont Ventoux, à l'ouest des monts de Vaucluse, à l'est du Rhône et au nord de la Durance, entre Avignon, Carpentras et Orange.

### Accès et transports
La ville est située sur une petite colline. L'accès principal est la RD 950 qui unit Carpentras à Orange. L'autoroute la plus proche est l'autoroute A7 et la gare TGV la plus proche est la gare d'Avignon TGV. La RD 107 unit Loriol-du-Comtat à Monteux. La nationale la plus proche est la N 942 qui unit Carpentras à Avignon (qui devient après RD 225) dans la commune de Le Pontet.

### Relief et géologie
Située dans la plaine alluvionnaire du Comtat Venaissin, le territoire de la commune est situé dans une cuvette cernée de coteaux. Jusqu'au Moyen Âge, c'était un marécage d'où émergeait seule la colline du Mourre di Masco.

### Hydrographie
La commune est traversée par la Mède et le Brégoux, qui s'unissent à son extrémité sud pour former le Grand Vallat. On trouve aussi la Sauzette et l'Eyguette, petit affluent de la Mède, ainsi que le canal de Carpentras.

### Sismicité
Les cantons de Bonnieux, Apt, Cadenet, Cavaillon et Pertuis sont classés en zone Ib (risque faible). Tous les autres cantons du département de Vaucluse, dont celui de Carpentras-nord auquel appartient la commune, sont classés en zone Ia (risque très faible). Ce zonage correspond à une sismicité ne se traduisant qu'exceptionnellement par la destruction de bâtiments.

### Climat
Pour des articles plus généraux, voir Climat de Provence-Alpes-Côte d'Azur et Climat de Vaucluse.
En 2010, le climat de la commune est de type climat méditerranéen franc, selon une étude du Centre national de la recherche scientifique s'appuyant sur une série de données couvrant la période 1971-2000. En 2020, Météo-France publie une typologie des climats de la France métropolitaine dans laquelle la commune est exposée à un climat méditerranéen et est dans la région climatique  Provence, Languedoc-Roussillon, caractérisée par une pluviométrie faible en été, un très bon ensoleillement (2 600 h/an), un été chaud (21,5 °C), un air très sec en été, sec en toutes saisons, des vents forts (fréquence de 40 à 50 % de vents > 5 m/s) et peu de brouillards. 
Pour la période 1971-2000, la température annuelle moyenne est de 14,1 °C, avec une amplitude thermique annuelle de 17,8 °C. Le cumul annuel moyen de précipitations est de 691 mm, avec 5,8 jours de précipitations en janvier et 2,7 jours en juillet. Pour la période 1991-2020, la température moyenne annuelle observée sur la station météorologique de Météo-France la plus proche, « Carpentras », sur la commune de Carpentras à 4 km à vol d'oiseau, est de 14,7 °C et le cumul annuel moyen de précipitations est de 665,5 mm. 
La température maximale relevée sur cette station est de 44,3 °C, atteinte le 28 juin 2019 ; la température minimale est de −15,4 °C, atteinte le 7 janvier 1985,,. 
| Mois                                  | jan.             | fév.           | mars             | avril         | mai            | juin           | jui.            | août           | sep.           | oct.            | nov.            | déc.            | année      |
| ------------------------------------- | ---------------- | -------------- | ---------------- | ------------- | -------------- | -------------- | --------------- | -------------- | -------------- | --------------- | --------------- | --------------- | ---------- |
| Température minimale moyenne (°C)     | 1                | 1,1            | 4                | 6,9           | 10,8           | 14,4           | 16,5            | 16,1           | 12,7           | 9,5             | 4,9             | 1,8             | 8,3        |
| Température moyenne (°C)              | 6,1              | 6,9            | 10,5             | 13,6          | 17,7           | 21,7           | 24,4            | 24             | 19,5           | 15,3            | 9,9             | 6,5             | 14,7       |
| Température maximale moyenne (°C)     | 11,1             | 12,8           | 17,1             | 20,4          | 24,6           | 29,1           | 32,3            | 31,9           | 26,4           | 21,1            | 15              | 11,3            | 21,1       |
| Record de froid (°C) date du record   | −15,4 07.01.1985 | −12,8 12.02.12 | −11,8 07.03.1971 | −2,9 08.04.21 | 0,1 04.05.1967 | 4,4 01.06.1965 | 7,6 17.07.00    | 6,7 26.08.1966 | 2,2 27.09.1972 | −3,1 30.10.1997 | −9 23.11.1998   | −12 16.12.01    | −15,4 1985 |
| Record de chaleur (°C) date du record | 21 10.01.15      | 23,1 24.02.20  | 28,1 21.03.1990  | 30,8 29.04.05 | 35,4 24.05.09  | 44,3 28.06.19  | 41,6 26.07.1983 | 42,2 22.08.23  | 36 04.09.16    | 31,2 08.10.23   | 24,9 03.11.1970 | 21,5 15.12.1989 | 44,3 2019  |
| Ensoleillement (h)                    | 151,4            | 173,1          | 229,6            | 243,9         | 285,1          | 328            | 363             | 326,7          | 257,2          | 190,6           | 148,6           | 138,1           | 2 835,3    |
| Précipitations (mm)                   | 46,3             | 34,2           | 41,3             | 61,1          | 55,6           | 41,7           | 25,7            | 40,6           | 98,7           | 87,6            | 90,8            | 41,9            | 665,5      |

| Diagramme climatique                                  |             |           |             |              |              |              |              |              |             |           |             |
| J                                                     | F           | M         | A           | M            | J            | J            | A            | S            | O           | N         | D           |
| 11,1146,3                                             | 12,81,134,2 | 17,1441,3 | 20,46,961,1 | 24,610,855,6 | 29,114,441,7 | 32,316,525,7 | 31,916,140,6 | 26,412,798,7 | 21,19,587,6 | 154,990,8 | 11,31,841,9 |
| Moyennes : • Temp. maxi et mini °C • Précipitation mm |             |           |             |              |              |              |              |              |             |           |             |

Les paramètres climatiques de la commune ont été estimés pour le milieu du siècle (2041-2070) selon différents scénarios d'émission de gaz à effet de serre à partir des nouvelles projections climatiques de référence DRIAS-2020. Ils sont consultables sur un site dédié publié par Météo-France en novembre 2022.

### Communes limitrophes
| - OpenStreetMap Limite communale. |

## Urbanisme

### Typologie
Au 1er janvier 2024, Loriol-du-Comtat est catégorisée bourg rural, selon la nouvelle grille communale de densité à sept niveaux définie par l'Insee en 2022.
Elle appartient à l'unité urbaine d'Avignon, une agglomération inter-régionale regroupant 59  communes, dont elle est une commune de la banlieue,,. Par ailleurs la commune fait partie de l'aire d'attraction d'Avignon, dont elle est une commune de la couronne,. Cette aire, qui regroupe 48 communes, est catégorisée dans les aires de 200 000 à moins de 700 000 habitants,.

### Occupation des sols
L'occupation des sols de la commune, telle qu'elle ressort de la base de données européenne d’occupation biophysique des sols Corine Land Cover (CLC), est marquée par l'importance des territoires agricoles (86,1 % en 2018), une proportion sensiblement équivalente à celle de 1990 (86,5 %). La répartition détaillée en 2018 est la suivante : 
zones agricoles hétérogènes (83,3 %), zones urbanisées (11,8 %), terres arables (1,6 %), forêts (1,5 %), cultures permanentes (1,2 %), zones industrielles ou commerciales et réseaux de communication (0,6 %). L'évolution de l’occupation des sols de la commune et de ses infrastructures peut être observée sur les différentes représentations cartographiques du territoire : la carte de Cassini (XVIIIe siècle), la carte d'état-major (1820-1866) et les cartes ou photos aériennes de l'IGN pour la période actuelle (1950 à aujourd'hui).

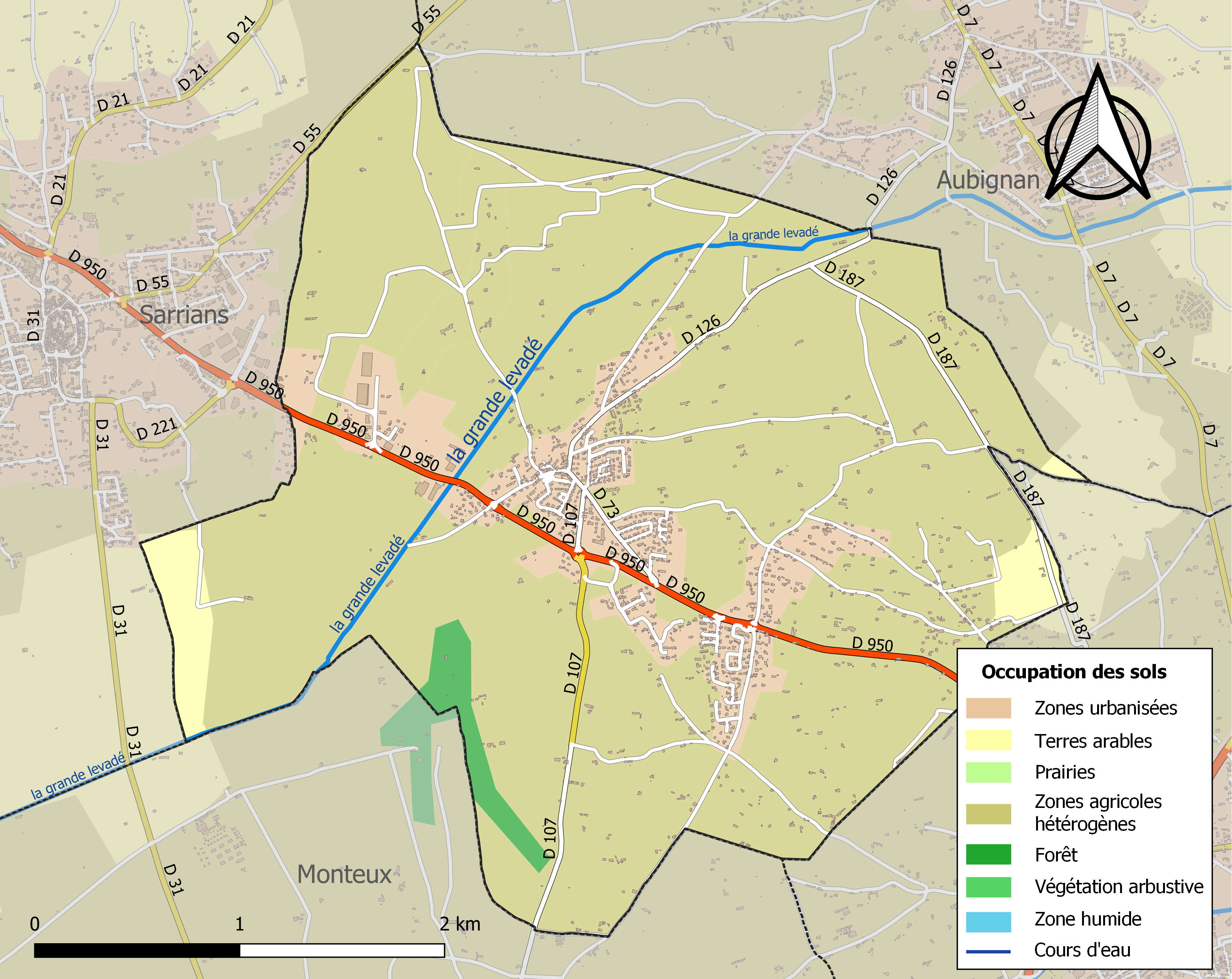
Carte des infrastructures et de l'occupation des sols de la commune en 2018 (CLC).

## Histoire

### Préhistoire et Antiquité
Au cours de cette période seule une petite éminence, le Mourre di Masco émergeait des marécages environnants. Il n'a donc pas été retrouvé de traces ni d'occupation préhistorique ni de la colonisation romaine.

### Moyen Âge
Le 23 juin 1148, des moines cisterciens venant de Mazan dans l'Ardèche, commencèrent à s'installer à Gordes et fondèrent l'abbaye de Sénanque. Quelques-uns vinrent sur place pour assécher les marais qui entouraient, au quartier de Meyras, le prieuré clunisien de Notre-Dame-des-Anges.
Ce fief des comtes de Toulouse, marquis de Provence, fut inféodé en 1240 par Raymond VII de Toulouse à Barral des Baux, inféodation confirmée par Innocent IV, en 1246. Un château fut alors édifié sur le Mourre di masco (la colline des sorciers), en 1254. Il fut entouré de silos à grains et de cuves vinaires creusées dans le roc.
Le nouveau seigneur accorda, le 1er octobre 1264, une charte de privilèges aux Loriolais. Contre 6 000 sous tournois, payables en trois échéances, ils se voyaient accorder le droit d'élire leurs syndics, de lever des impôts et étaient exonérés de certaines charges.
Le recteur du Comtat Venaissin, Nicolà de Franzesi, nouvellement nommé, confisqua son fief à Bertrand des Baux, pour défaut d'hommage. Il ne lui fut rendu qu'en 1297 après qu'il eut versé 2 000 livres.
Le neveu de Clément V, Raymond Guilhem de Budos, seigneur de Clermont et de Lodève, gouverneur de Bénévent et recteur du Comtat Venaisiin, épousa, en 1310, Cécile des Baux, dite Rascasse ou Belle Comtesse, qui lui apporta en dot Loriol. Ce fief resta aux Clermont-Lodève jusqu'en 1363, année du mariage de Marguerite de Budos avec Astrorg de Peyre, un des barons du Gévaudan devenu seigneur de Beaumes-de-Venise. Cette famille le conserva jusqu'en 1417.
En 1399, une transaction fut signée entre Loriol, Sarrians, Bédarrides et Monteux pour l'entretien et le curage des rivières traversant leurs territoires.

### Renaissance
Au cours du XVe siècle, l'ancien prieuré de Cluny est sécularisé et la prioriale de Notre-Dame-des-Anges devint désormais ecclésia de Meyrasso. Deux actes notariés désignent le domaine de Talaud, le premier, en 1572, où le futur château est désigné comme un harmas, terre en friche, le second en 1585, dans lequel il est cité comme étant une grange, c'est-à-dire une exploitation agricole.
Les cisterciens, en 1641, édifièrent un nouveau monastère. Il n'en reste de nos jours qu'une tour. Le fief de Loriol passa, au cours du XVIe siècle aux Allemand de Pazzis, puis aux Terrisse et aux Pazzis de Seguin pendant le XVIIe siècle.

### Période moderne
Les derniers seigneurs de Loriol furent les Tertulle de la Roque et de la Baume. Une branche cadette fit édifier le château de Talaud en 1758 auquel fut adjoint une chapelle en 1777.
Le 12 août 1793 fut créé le département de Vaucluse, constitué des districts d'Avignon et de Carpentras, mais aussi de ceux d'Apt et d'Orange, qui appartenaient aux Bouches-du-Rhône, ainsi que du canton de Sault, qui appartenait aux Basses-Alpes.
Le 30 avril 1876, la foudre s'abattit sur le clocher de l'église paroissiale qui s'effondra dans la nef.

### Période contemporaine
En 1900, pour la première fois apparait l’appellation côtes-du-ventoux et des crans. C'est à partir de 1939, que les vignerons constituèrent un syndicat des vins du Ventoux. Grâce à leur action, leurs vins furent classés en vin délimité de qualité supérieure (VDQS) dès 1953 puis accédèrent enfin à l’AOC le 27 juillet 1973.

### Toponymie
La plus ancienne dénomination attestée du nom du village date de 1254 avec castr. Aurioli. Cette forme ancienne est dérivée de aureolus, qui désigne le loriot en latin.

### Héraldique
| Armes de Loriol-du-Comtat | Les armes peuvent se blasonner ainsi : D'argent au pin terrassé de sinople. |

## Politique et administration
| Président Conseil Régional      | Renaud Muselier           | 2021 / 2027 |
| Président Conseil Départemental | Dominique Santoni         | 2021 / 2027 |
| Sénateur                        | Jean Baptiste Blanc       | 2020 / 2026 |
| Sénateur                        | Alain Milon               | 2020 / 2026 |
| Sénateur                        | Lucien Stanzione          | 2020 / 2026 |
| Député                          | Jean-François Lovisolo    | 2022 / 2027 |
| Conseiller Départemental        | Marie Thomas de Maleville | 2021 / 2027 |
| Conseiller Départemental        | Hervé de Lepineau         | 2021 / 2027 |

### Rattachements administratifs et électoraux
Loriol-du-Comtat appartient à l'arrondissement et au canton de Carpentras depuis le redécoupage cantonal de 2014. Avant cette date, la commune appartenait au canton de Carpentras-Nord.
Pour l'élection des députés, la commune fait partie de la cinquième circonscription de Vaucluse, représentée depuis juin 2012 par Julien Aubert (UMP-LR). Auparavant, elle a appartenu à la troisième circonscription (1958-2012).
Sur le plan des institutions judiciaires, la commune relève du tribunal judiciaire (qui a remplacé le tribunal d'instance et le tribunal de grande instance le 1er janvier 2020) et du tribunal pour enfants de Carpentras, du conseil de prud’hommes d'Orange, du tribunal de commerce d'Avignon, de la cour d’appel et du tribunal administratif de Nîmes et de la cour administrative d'appel de Marseille.

### Intercommunalité
Depuis le 1er janvier 2003, date de sa création, la commune appartient à la communauté d'agglomération Ventoux-Comtat Venaissin (CoVe). Cette intercommunalité a succédé au district urbain de Carpentras fondé en avril 1966 et renommé district du Comtat Venaissin en 1967.

### Administration municipale
Le nombre d'habitants au dernier recensement étant compris entre 2 500 et 3 499, le nombre de membres du conseil municipal est de 23.

### Liste des maires

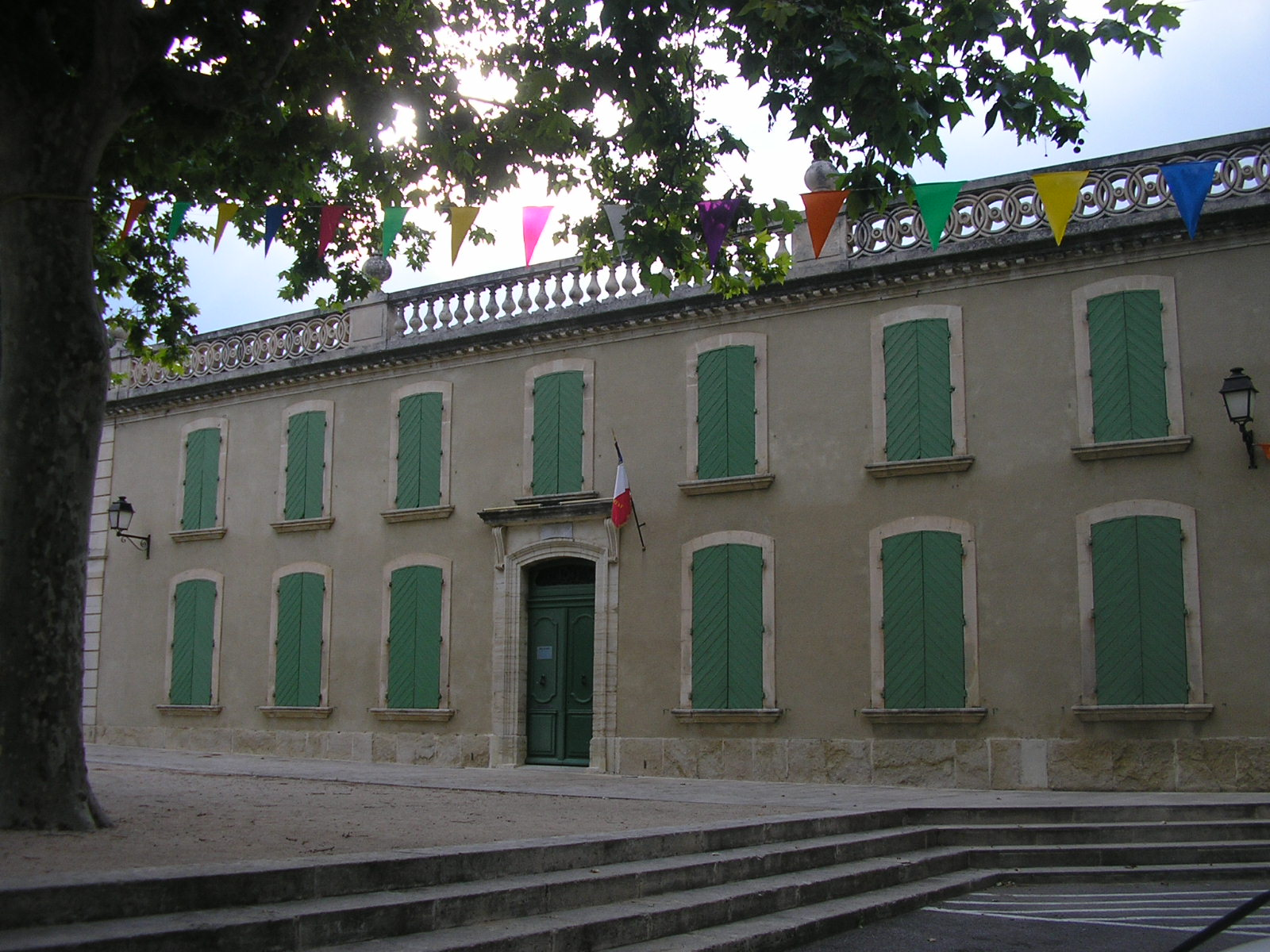
Mairie.

| Période                                  | Période   | Identité           | Étiquette | Qualité                                                                                  |
| ---------------------------------------- | --------- | ------------------ | --------- | ---------------------------------------------------------------------------------------- |
| ca. 1869                                 |           | M. Chabran         |           |                                                                                          |
| Les données manquantes sont à compléter. |           |                    |           |                                                                                          |
| 1945                                     | 1977      | Germain Nicolet    |           |                                                                                          |
| Les données manquantes sont à compléter. |           |                    |           |                                                                                          |
| 1979                                     | 1983      | Monique Peyron     | SE        | Maire honoraire                                                                          |
| 1983                                     | 1989      | Paul Blanc         | SE        |                                                                                          |
| 1989                                     | 1993      | Nicole de Regnauld | SE        |                                                                                          |
| janvier 1993                             | mars 2014 | Michel Nicolet     | DVD       | Gérant de société retraité                                                               |
| mars 2014                                | En cours  | Gérard Borgo       | SE        | Directeur financier retraité 7e vice-président de la CoVe Réélu pour le mandat 2020-2026 |
| Les données manquantes sont à compléter. |           |                    |           |                                                                                          |

## Fiscalité

### L'imposition des ménages à Loriol-du-Comtat
|                                                       | Part Communale           | Part Intercommunale      | Part Départementale | Part Régionale | GEMAPI         | Chambre Agric. |
| ----------------------------------------------------- | ------------------------ | ------------------------ | ------------------- | -------------- | -------------- | -------------- |
| Taxe d'habitation - (TH) - (Résidence secondaire)     | 12.60 % (2023 inchangée) | 8.31 % (2024 inchangée)  | *********           | 0.176 %        | *********      | *********      |
| Taxe foncière sur les propriétés bâties - (TFPB)      | 34.23 % (2023 inchangée) | *********                | *********           | 0.201 %        | 0.387 % (2021) | *********      |
| Taxe foncière sur les propriétés non bâties - (TFPNB) | 37.27 % (2023 inchangée) | 2.73 % (2024 inchangée)  | 39.64 %             | 0.475 %        | 1.04 % (2021)  | 11.30 %        |
| Taxe d'enlèvement des ordures ménagères - (TEOM)      | *********                | 12.68 % (2024 inchangée) | *********           | *********      | *********      | *********      |

Évolution de la part communale de la taxe d'habitation POUR RESIDENCE SECONDAIRE A PARTIR DE 2021
|                   | 2023    | 2022    | 2021    | 2020    | 2019    | 2018    | 2017    | 2016    | 2015    | 2014    | 2013    | 2012    | 2011    | 2010    | 2009    | 2008    | 2007    | 2006    |
| Taxe d'habitation | 12.60 % | 12.60 % | 12.60 % | 12.60 % | 12.60 % | 12.60 % | 12.60 % | 12.60 % | 12.60 % | 12.60 % | 12.60 % | 12.60 % | 12.60 % | 11.60 % | 11.60 % | 11.60 % | 11.60 % | 11.00 % |

## Démographie
L'évolution du nombre d'habitants est connue à travers les recensements de la population effectués dans la commune depuis 1793. Pour les communes de moins de 10 000 habitants, une enquête de recensement portant sur toute la population est réalisée tous les cinq ans, les populations de référence des années intermédiaires étant quant à elles estimées par interpolation ou extrapolation. Pour la commune, le premier recensement exhaustif entrant dans le cadre du nouveau dispositif a été réalisé en 2005.

En 2022, la commune comptait 2 481 habitants, en évolution de −4,58 % par rapport à 2016 (Vaucluse : +1,73 %, France hors Mayotte : +2,11 %).
| 1793 | 1800 | 1806 | 1821 | 1831 | 1836 | 1841 | 1846 | 1851 |
| ---- | ---- | ---- | ---- | ---- | ---- | ---- | ---- | ---- |
| 268  | 267  | 289  | 401  | 452  | 501  | 505  | 472  | 530  |

| 1856 | 1861 | 1866 | 1872 | 1876 | 1881 | 1886 | 1891 | 1896 |
| ---- | ---- | ---- | ---- | ---- | ---- | ---- | ---- | ---- |
| 545  | 551  | 506  | 518  | 540  | 492  | 542  | 546  | 580  |

| 1901 | 1906 | 1911 | 1921 | 1926 | 1931 | 1936 | 1946 | 1954 |
| ---- | ---- | ---- | ---- | ---- | ---- | ---- | ---- | ---- |
| 628  | 627  | 655  | 671  | 734  | 766  | 769  | 803  | 857  |

| 1962 | 1968 | 1975  | 1982  | 1990  | 1999  | 2005  | 2006  | 2010  |
| ---- | ---- | ----- | ----- | ----- | ----- | ----- | ----- | ----- |
| 875  | 903  | 1 191 | 1 426 | 1 710 | 1 871 | 2 125 | 2 186 | 2 390 |

| 2015  | 2020  | 2022  | - | - | - | - | - | - |
| ----- | ----- | ----- | - | - | - | - | - | - |
| 2 570 | 2 488 | 2 481 | - | - | - | - | - | - |

## Économie

### Agriculture
Au cours du XIXe siècle, la commune produisait de la garance, du blé et cultivait le mûrier pour le ver à soie. De nos jours, sur la plaine restent cultivées les céréales et s'est développée une intense activité de pépinières ornementale et fruitière. Les coteaux qui dominent la plaine accueillent un vignoble producteur de ventoux (AOC).

#### Production maraîchère
Loriol-du-Comtat, commune vauclusienne située sous les contreforts sud des Dentelles de Montmirail et du mont Ventoux, occupe un territoire principalement agricole depuis la nuit des temps dans des sols alluvionnaires.
De nos jours, cette commune essentiellement rurale, d’une surface totale de 11,29 km2, consacre 650 hectares à ses terres agricoles, dont le développement a pu se faire grâce à la création du canal de Carpentras, inauguré par l'impératrice Eugénie, épouse de Napoléon III, en 1857.
L'agriculture est le premier secteur d'emploi de la commune, avec des exploitations de toutes tailles qui font la richesse de cette activité. Ces cultures sont soit en plein champ soit sous serres pour permettre une production primeur.
Les principales productions cultivées sur nos sols sont les suivantes :
- Carotte
Équeutées : 10 % - production toute l'année – tonnage annuel : 200 tonnes
Fanes (en bottes primeurs) : 90 % - production d'avril à novembre. Début des carottes fanes depuis les années 1965. Tonnage annuel : 800 à 1 000 tonnes de variété hybride.

- Cébette
Production d’avril à novembre et sous serre toute l'année.
Tonnage annuel : 100 tonnes.

- Courgette et poivron
Production de mai à octobre en très petite quantité.
Tonnage annuel : 25 tonnes.

- Fraise de Carpentras
Production de mars à juillet.
Tonnage annuel : 300 tonnes.
Possibilité de produire sur 10 mois avec fraises dites « remontantes ».
Variétés les plus produites : Garriguette – Cléry – Sifflonette – Marra des bois.

- Melon de Cavaillon
Production de juin à septembre.
Tonnage annuel : 600 tonnes.
Variétés « Charrentais : lisse » et « le Brodé » (le plus commercialisé).

- Navet long blanc
Production d'avril à décembre et sous serre toute l'année.
Tonnage annuel : 550 tonnes. Variété dite « Navets longs japonais »
Variété élaborée « Sumer April Cross ».

- Oignon blanc
En botte primeur – Production de mai à novembre.
Tonnage annuel : 300 tonnes.

- Tomate
Production de mars à novembre et sous serres chauffées pendant 10 mois (février à décembre).
Tonnage annuel : 350 tonnes.
Variétés multiples : Marmande, Saint Pierre, Cœur de Bœuf, Andine, Sancara, San Marzano, Cocktel, Noir de crimé, Cornu des Anches, etc.

- Raisin de table
Production de juillet à octobre.
Tonnage annuel : 300 tonnes.
Variétés : Muscat – Cardinal – Alphonse Lavallé.

### Tourisme

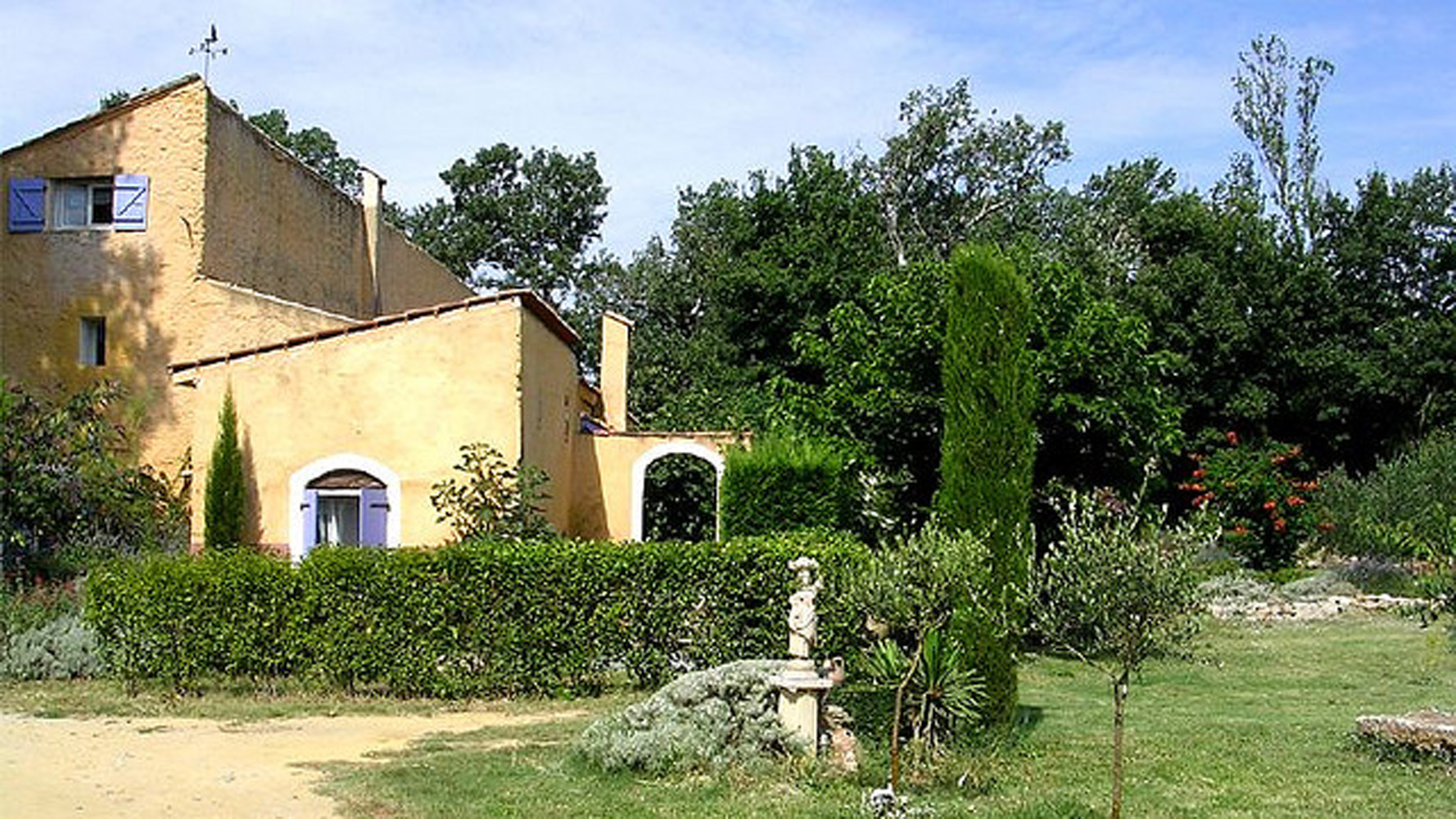
Bastide à Loriol transformée en gîte rural.

Située dans la plaine du Comtat Venaissin, avec sa situation à proximité d'Avignon et de son riche patrimoine, de Carpentras et du mont Ventoux, la commune voit le tourisme occuper directement ou indirectement une place non négligeable de son économie.
Pour loger ses touristes la commune dispose d'un hôtel, de chambres d'hôtes et de gites.

## Vie locale

### Enseignement
Groupe scolaire : « les Pins », et crèche : « les petites frimousses ».

### Centre de loisirs sans hébergement
Un centre aéré pour les mercredis et les vacances scolaires.

### Santé
Loriol-du-Comtat possède sur son territoire une pharmacie, des médecins, un cabinet dentaire, un cabinet de kinésithérapie et des infirmières. L'hôpital le plus proche se situe à Carpentras.

### Sports
L'on trouve sur la commune un poney club, un boulodrome, des courts de tennis, un stade et des cours de football, ainsi que des chemins pour la pratique de la randonnée pédestre. Diverses associations sportives sont présentes dans la commune. Balades à vélo sur circuits balisés, dont le véloroute Via Venaissia, qui passe par la commune de Loriol-du-Comtat.

### Écologie et recyclage
La collecte et traitement des déchets des ménages et déchets assimilés et la protection et mise en valeur de l'environnement se font dans le cadre de la communauté d'agglomération Ventoux-Comtat Venaissin.

## Lieux et monuments
- Château de Loriol
- Église de Saint-Pierre-aux-Liens (XIIe siècle)
- Chapelle de Notre-Dame-des-Anges (XIe - XIIe siècle)
- Hôtel de ville (XVIIIe siècle)
- Château Sainte-Barbe (au nord-est), au quartier de Meyras
- Château de Talaud (XVIIIe siècle), monument historique depuis 1988[31]
- Château des Pins (XVIIe siècle)
- Château de Lantiany (XVIIIe siècle)
- Pont-aqueduc des Cinq-Cantons, monument historique depuis 2001[32]

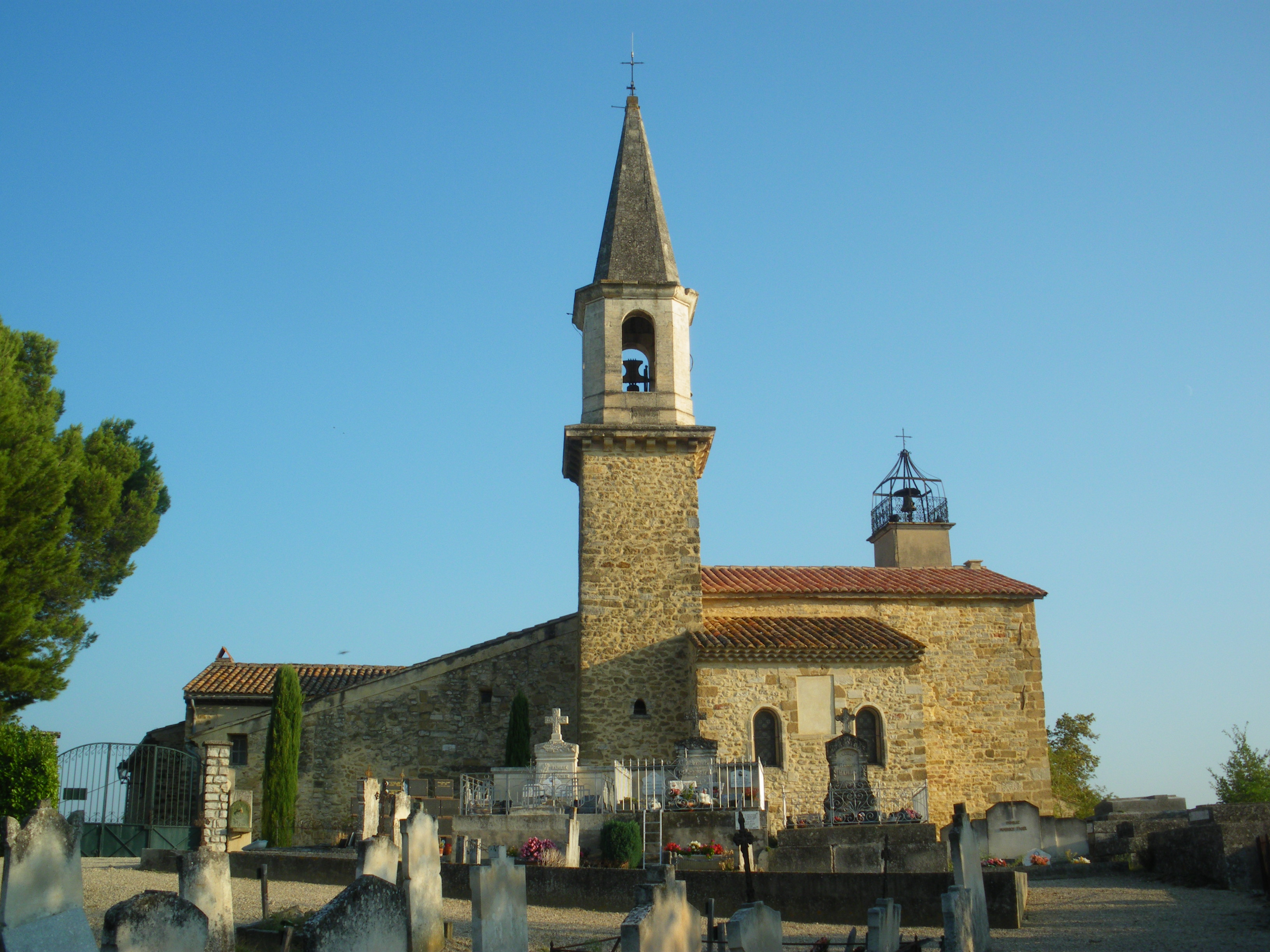
Église Saint-Pierre.
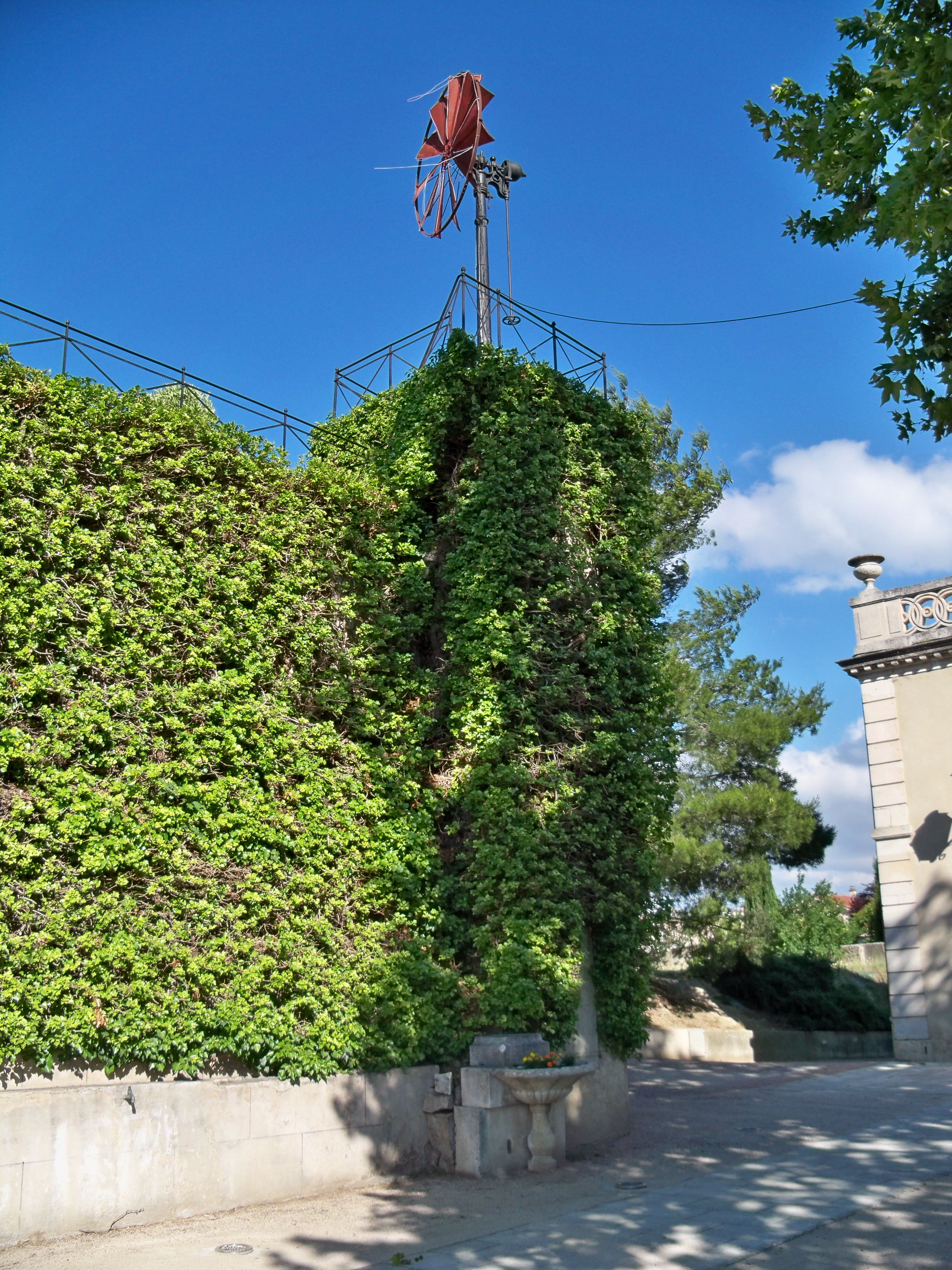
Éolienne.
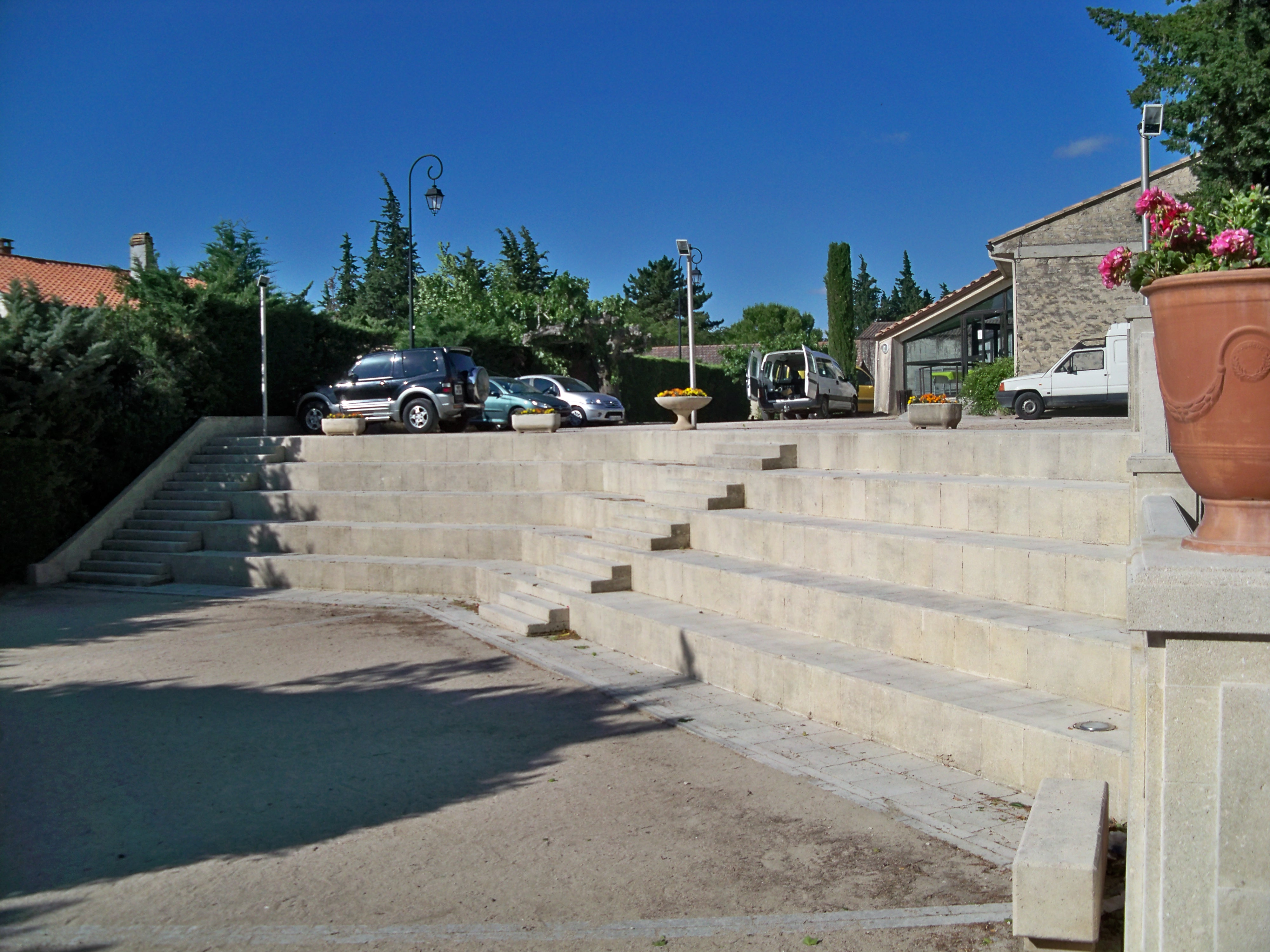
Théâtre de verdure.

## Personnalités liées à la commune
- Raymond Guilhem de Budos (? - 1363), neveu de Clément V, seigneur de Clermont, Lodève, Budos, Beaumes-de-Venise, Bédoin, Caromb, Entraigues, Loriol et Mormoiron, gouverneur de Bénévent, maréchal de la cour pontificale et recteur du Comtat Venaissin de 1310 à 1317.